# Isla Sorna
Isla Sorna (kiejtése: „iszla szorna”) egy kitalált sziget a Jurassic Park 2 és Jurassic Park III. című filmekben, illetve az azokhoz felhasznált regényekben.

## Elnevezése
Korábban „B-helyszín”-nek nevezték.

## Leírása

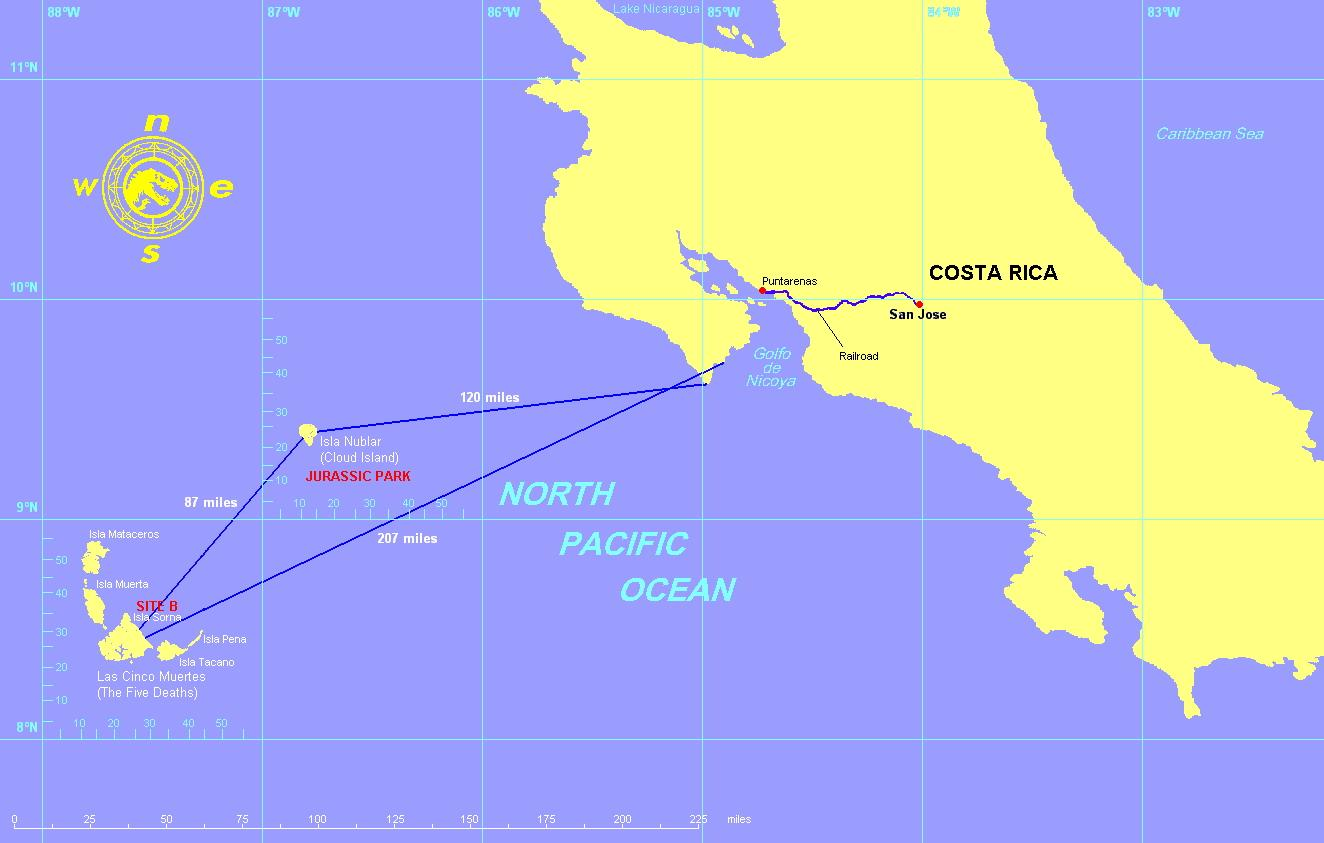
Az Öt halálnak nevezett szigetcsoport elhelyezkedése a Csendes-óceánban, Costa Ricához viszonyítva

Isla Sorna valamikor több aktív vulkánnal rendelkező vulkanikus sziget. A középpontjában lévő vulkán geotermikus aktivitást mutat, így „alvó” vulkánnak számít. A sziget Costa Ricától 333 km-re nyugatra található, a Csendes-óceánban. Alakja szabálytalan ötszög. Része a helyiek által Öt halálnak nevezett szigetcsoportnak, azok közül ez a legnagyobb és nagyjából középtájon helyezkedik el. Tőle északra van az Isla Muerta, az Isla Tacaño pedig délkeletre. A sziget földrajzi koordinátái:  8°25’N, 87°40’W a hivatalos térképek szerint (GPS és egyéb műszerek ettől 1-2 fokkal eltérő értékeket mutathatnak).
A sziget területe 114 négyzetkilométer. Növényzete trópusi esőerdő.
A sziget geográfiai értelemben fiatalnak számít, néhány millió éve keletkezhetett, vulkánkitörések következményeként. Erre utal, hogy hegycsúcsai hegyesek, még nem koptatta le őket az erózió. A hegycsúcsok között laposabb sík, füves területek találhatók, helyenként mocsarakkal és erdőkkel. A hegyeket trópusi erdő borítja, amit legtöbbször alacsony felhőkből származó ködpára takar el. Ez Isla Nublar környezetéhez hasonló. A legmagasabb hegyek a sziget középpontjában vannak, ahol valamikor egy  vulkáni csúcs emelkedett, ami beomlott a déli oldalánál, szabaddá téve a kalderát.
A sziget legnagyobb vízfolyása is innen ered, a hegyeken gyakori esőkből keletkezik. A folyót néha „Mély csatorná”-nak nevezik (angolul: Deep Channel, spanyolul: Canal Ondo). Több, hasonló eredetű folyó található a sziget nyugati és déli részén. A fő folyó biztosítja az iható vizet az itt élők számára (dagálykor tengervíz áramlik be az óceán felől, a víz ilyenkor sóssá válik). A kisebb folyók ahol lelassulnak, ott mocsarakat alkotnak.
A sziget a Köppen-Geiger éghajlati osztályozási rendszer szerint a trópusi monszun klíma típusába tartozik, 18 °C feletti átlaghőmérséklettel, különálló esős és száraz évszakokkal. Az esős évszakban heves zivatarok és hurrikánok érik a szigetet, egyébként éghajlata általában meleg és napos.

## Története

### 1526-1982: emberi lakosok
A történelmi időkben szórványosan bennszülöttek éltek a szigeten, de ezek a települések nem maradtak fenn. A modernebb korban banánültetvényeket hoztak létre.

### 1982-1995: InGen tulajdona
1982-ben a International Genetic Technologies, Inc. (=InGen) kibérelte a szigetet és a környező szigeteket a Costa Rica-i kormánytól genetikai kutatás céljából, John Hammond vezérigazgató vezetésével. A bérleti szerződés 99 évre szólt, így az InGennek bőven volt ideje a kutatásai elvégzéséhez. A bérleti szerződés véglegesítésekor a banánültetvényen dolgozó munkásokat áttelepítették máshova; magukat az ültetvényeket elhagyták, és azok érintetlenül maradtak, így táplálékforrást jelentettek a helyi állatvilág, például majmok és lajhárok számára.
Az 1980-as évek elején az InGen létesítményeket létesített alkalmazottai számára, ideértve egy munkásfalu felépítését is (spanyolul: Campo de Trabajadores) a sziget központi részén. Villamosenergia előállításához geotermikus energiát használtak.
A kutatás különböző külső helyszíneken is folyamatban volt, köztük az észak-kaliforniai Lockwood birtokon. 1984-ben Hammondnak és üzlettársának, Benjamin Lockwoodnak sikerült egy mesterséges petesejtet tesztelnie; egy évvel később az újonnan felvett paleogenetikai szakember, Dr. Laura Sorkin bebizonyította, hogy az őskori DNS visszanyerhető a borostyánban megőrzött hematofág organizmusok vérlisztjeiből. Ez volt az első lépés a kihalás megszüntetése felé, amelyet a B-helyszínen kutattak.
1986-ban az InGen embrió-létrehozó laboratóriumot állított fel, és még abban az évben sikeresen klónoztak egy élő, egészséges Triceratops horridus-t. Az első Tyrannosaurus rex-et 1988-ban klónozták. Wu sikerei innovatív, de ellentmondásos hibridizációs módszereinek köszönhető. Az InGen megállapította, hogy a paleo-DNS-t jellemzően súlyosan lebomlott állapotban találták meg. Dr. Wu rövid idő alatt fejezte be a javításokat azáltal, hogy a bomlott szegmenseket a meglévő kétéltűek, hüllők és madarak "ócska" DNS-ének felhasználásával töltötte ki. Módszereit Hammond nagymértékben támogatta, és az InGen nagy része jóváhagyta, mert eredményeket értek el, de Dr. Sorkin ellenezte Wu módszereit a módosított állatokban okozott fenotípusos anomáliák miatt. Az összes előállított embrióba lizinfüggőséget építettek be, ami egy biztonsági intézkedés volt, és azt jelentette, hogy a dinoszauruszoknak lizint kellett kapniuk az emberektől, hogy életben tudjanak maradni. Az InGen jóváhagyta ezt a biztonsági intézkedést, bár Dr. Sorkin határozottan ellenezte.
Dr. Wu-t az InGen választotta ki a genetikai osztály vezetésére eredményei miatt, és Dr. Sorkint végül áthelyezték, hogy populációkutatást végezzen Isla Nublaron (amelyet 1985-re az A-helyszínnek neveztek), hogy Wu akadálytalanul folytathassa a munkát a B helyszínen. Előfordulhat, hogy a B-helyszín létezését csak bizonyos InGen-alkalmazottak ismerték, mivel az InGen IntraNet webhelye John Hammond archivált e-mailjét tartalmazza, amely jelzi, hogy számítógépes hálózatát rendkívüli biztonsági intézkedések alatt tartották. Az ilyen biztonsági gyakorlatok nem voltak ok nélküliek; az olyan vállalati riválisok, mint a BioSyn, tisztában voltak azzal, hogy az InGen értékes kutatásokat végez, és megpróbálta illegálisan megszerezni az eredményeket.
1988-ban egyes dinoszauruszokat a létrehozandó Jurassic Park számára az „A. helyszín”-re szállítottak. Ide tartozott az InGen legkorábbi sikerei közül például a Triceratops és a Brachiosaurus; egy évvel később egy egyéves Tyrannosaurust szintén áthelyeztek az Isla Nublar szigetre. Nem minden állat került át a Parkba. Sokan ezen a szigeten, a „B. helyszín”-en maradtak kutatási célokra, ezeket a szigeten szétszórva elhelyezkedő, körbe kerített részeken tartották.
Az 1980-as évek végére, az 1990-es évek elejére az InGen sikeresen visszahozott a kihalásból számos őskori állatot és növényfajt. Azonban nem minden kísérlet alakult a várakozásoknak megfelelően. A Velociraptor létrehozása például problémákat vetett fel, az embrióknál „magoldódás” (karyolysis) lépett fel, ami miatt nem voltak életképesek.  Dr. Wu 1991-ben úgy találta, hogy ezt gén-összeférhetetlenség okozza, ami addig más theropodoknál, például Dilophosaurus-nál nem jelentkezett. Más gén-donort keresve közönséges nádibékát kezdtek használni  (Hyperolius viridiflavus). Ezt alkalmazva sikeressé vált a Velociraptor klónozása, de fenotípusos eltérések léptek fel.
1992-re Wu és Muldoon megállapították, hogy a Velociraptor példányok meglepő módon kollektív intelligencia jeleit mutatják. Bár ez biztonsági kockázatot jelentett, ezeket a példányokat is ennek ellenére átszállították a Jurassic Parkba.
Az 1990-es években is folytatódtak az építkezések a szigeten. Építettek egy madárházat, ami a Pteranodon otthona lett – ez volt az első sikeres repülő őshüllő klónozás.
Úgy tűnik, hogy az Apatosaurus populáció ismeretlen okokból kihalt, mert az InGen 1993-as vagyonleltárában már nem szerepel a faj.
1993 június elején egy Velociraptor halálra marcangolt egy munkást az Isla Nublar szigeten. Ez megállította a Jurassic Park fejlesztési munkáit, mert az InGen igazgatótanácsa biztonsági ellenőrzést rendelt el, amit külső szakértőkkel végeztettek. Ez egy darabig nem érintette az Isla Sorna szigeten folyó munkálatokat. Ekkorra Lockwood már nem volt kapcsolatban az InGennel; Hammond, Muldoon és Wu csak ritkán voltak Isla Sornán ezen a ponton, mivel a Jurassic Park építése elsőbbséget élvezett.
A biztonsági ellenőrző túra némi előkészület után június 11-én indult el és katasztrofális véget ért, több InGen alkalmazott, köztük Muldoon halálával. A kutatás és fejlesztés a Sorna-szigeten lelassult, mivel az InGen jelentős pénzügyi csapást szenvedett.
Az év későbbi szakaszában a pénzügyi problémák és a Clarissa hurrikán arra kényszerítette az InGen-t, hogy költöztesse el a tevékenységét a Sorna-szigetről. Az evakuálás során az állatok területeit felügyelet nélkül hagyták, és a biztonsági intézkedések kikapcsolásával az állatokat hagyták a vadonba távozni, ahol rövid idő elteltével feltehetőleg meghaltak volna lizinhiányban. Az InGen azonban nem vette figyelembe, hogy a dinoszauruszok, mint minden állat, könnyen hozzájuthatnak lizinhez olyan forrásokból, mint például a bab, tojás és hal.
A Clarissa hurrikán 1993 közepén–végén sújtotta a szigetet, súlyos szerkezeti károkat okozva a B. helyszínen, ahol a létesítmények nagy részét üzemképtelenné tette. Nem csak dinoszauruszok maradtak a szigeten; sok járművet és felszerelést szintén hátrahagytak, ami arra utal, hogy az InGen az evakuálást sietve, nem pedig szervezett és hatékony módon hajtotta végre.

### 1995-1998: a dinoszauruszok kora
A kihalt állatok a Clarissa hurrikán után szabadon kóboroltak az egész szigeten, területeket és egyedülálló ökológiát hozva létre. A Pteranodon legalább egy alfaja 1995 után bejuthatott a vadonba, de nem hagyta el Isla Sornát, mivel úgy tűnik, hogy a sziget minden szükséges környezeti követelményt teljesített.
Az állatok, miután a vadonba engedték őket, lizinforrásokat találtak és létszámuk növekedni kezdett. Saját területeket alakítottak ki maguknak. Számos állatpopuláció fennmaradt az emberek nélkül is. Míg mások, például az Edmontosaurus, szenvedtek a kezdetben alacsony számú egyed miatt és a szigeten élő húsevők prédájává váltak. A Tyrannosaurus hamarosan az Isla Sorna csúcsragadozójává vált, mivel nem voltak hasonló, nagy ragadozók, amik megtámadhatták volna. Ez az állat az egészséges felnőtt szauropodák kivételével könnyen levadászhatott bármit a sziget nagy részén. Ugyanakkor ez a tény szabályozta a kisebb lények populációit. A nagyobb húsevők többsége a sziget belsejébe vándorolt, míg a növényevők főleg a parti erdőkben tartózkodtak.
Az InGen folytatta a sziget megfigyelését, miután felfedezték, hogy a lizinre alapozott védelem kudarcot vallott.
Az emberi beavatkozás a szigeten ezután több okból is a minimumra csökkent. Először is, a sziget elszigeteltsége azt jelentette, hogy valószínűtlen, hogy kívülállók meglátogassák, és az összes helyi dolgozót az InGen parancsára áthelyezték. Úgy hírlik, hogy néhány helyi halász elpusztult a szigeten, amely a Muertes-szigetcsoportot övező babonákkal kiegészítve távol tartotta az embereket. Az InGen maga is a Jurassic Park projekt folytatására törekedett, az Isla Nublar kudarca ellenére, ám a park kudarca végül arra késztette John Hammondot, hogy feladja a kapitalizmust, mint filozófiát, és inkább környezetvédővé váljon. Ennek a filozófiai változásnak köszönhetően Hammond megakadályozta, hogy az InGen bármilyen célra felhasználhassa a Sorna-szigetet, és inkább elhagyott, vad állapotban hagyta. Ennek eredményeként az InGenben sok vezető állású személy, köztük Hammond saját unokaöccse, Peter Ludlow, elvesztette a Hammondba vetett hitét, és megpróbálta eltávolítani őt posztjáról.
A lehetőséget 1996 decemberében kapják meg, amikor a Bowman család megállt a Sorna-szigeten, miközben egy jachttal végzett körútjukon keresztülhaladtak a Fernandez-öblön. A lányuk megtámadása és megsebesítése egy Compsognathus csapat révén az északnyugati parton történt, miután a lányuk táplálta őket. Őt a szárazföldre vitték sürgősségi orvosi ellátás céljából. Megtudva, hogy az InGen bérelte a Sorna-szigetet,  Bowmanék azzal fenyegetőztek, hogy beperlik a társaságot. Ludlow megragadta a lehetőséget, hogy meggyőzze az igazgatótanácsot Hammond leváltására. 1997 folyamán előkészítette a dinoszauruszok áthelyezését Sorna-szigetről a majdnem kész Jurassic Park: San Diegó-ba. Hammond saját tervei szerint a sziget állatait természeti dokumentumfilm formájában nyilvánosságra hozza, és ezzel eléri a közvélemény támogatását a Sorna-sziget megőrzéséhez.  Dr. Sarah Harding paleobiológust felbérelte a kezdeti kutatások elvégzésére, míg egy dokumentumfilm csapat május végi érkezése volt várható. A csapat tagjai Nick Van Owen, videodokumentum készítő, Eddie Carr felszerelés-szakember és egy Jurassic Park túlélő, dr. Ian Malcolm. Engedély nélkül Malcolm lánya, Kelly Curtis szintén megérkezett a csapattal. Ludlow csapatában több InGen biztonsági ember található, valamint Roland Tembo, nagyvadakra specializálódott vadász, Dr. Robert Burke gerincesekhez értő paleontológus, Dieter Stark felszerelés-szakember és Tembo munkatársa, Ajay Sidhu.
Ludlow küldetése, az úgynevezett Arató művelet, 1997-ben landolt Isla Sornán, nem sokkal Hammond Gyűjtögető művelete után (Dr. Harding nélkül, aki valamivel korábban érkezett). Mindkét csapat az északkeleti félszigeten szállt partra, a Gyűjtögetők a Mar del Plata-n keresztül érkeztek, és terepi felszereléseket és járműveket vittek egy kis lagúnából az északkeleti sziklákra, az Aratók pedig az S.S. Venture-en keresztül és helikopterekkel érkeztek az ugyanazon a területen található játékösvényre. Az Aratók tábort létesítettek a közeli erdőben, és több, a San Diegó-i Jurassic Parkba szánt dinoszauruszfajt is befogtak. Ezenkívül az Aratók vezető vadásza, Tembo elfogott egy fiatal tyrannosaurust azzal a szándékkal, hogy előcsalja az állat apját trófeagyilkosságra.
Hammond Gyűjtögetői, különösen Van Owen, szabotálták az Aratókat azzal, hogy elvágták az üzemanyagvezetékeket a járműveikhez, és elengedték a dinoszauruszokat, miközben az Aratók egy igazgatósági telekonferenciával voltak elfoglalva. Egy dühös hím Triceratops lerombolta a tábort, a dinoszauruszok pedig az erdőbe menekültek; Tembo és társa, Sidhu figyelmét elterelte a támadás, és Van Owennek sikerült megszereznie a fiatal tyrannosaurust. Visszavitték a Gyűjtögetők táborába, hogy kezeljék azokat a sérüléseket, amelyeket Ludlow véletlenül okozott; míg Harding és Van Owen kezelni tudták az állat törött lábát, a vészkiáltások vonzották apját és anyját, akik a csecsemőjük visszaszolgáltatása után folytatták a Gyűjtögetők táborának elpusztítását. Így sem az Aratóknak sem a Gyűjtögetőknek nem volt módja arra, hogy kapcsolatba léphessenek a szigeten kívüli szállítójukkal.
A következő nap folyamán mindkét csoport elindult a szárazföld belsejébe a Munkásfalu felé, hogy a geotermikus meghajtású Műveleti Központot használva elérjék az S.S. Venture-t és az InGen Szüreti Bázisát. A tyrannosaurus szülők útközben üldözték őket, beleértve az éjszaka folyamán egy kaotikus támadást, melynek során a túlélőket a Velociraptorok vadászterületére hajtották. Van Owen képes volt elérni a Szüreti Bázist és segítséget hívni; eközben Tembo képes volt kialtatni a hím tyrannosaurust, miután megtalálta a Van Owen által ellopott töltényeit. Ludlow nem vesztegette az időt és a tyrannosaurust légi úton az S.S. Venture-hez szállította, és visszaszerezte a csecsemőt, így a nőstény egyedül maradt a szigeten, miközben a túlélők távoztak. A missziók számos halálesetet okoztak, köztük Carr, Stark, Burke és Sidhu.
1997. november 4-én, apa és fia tyrannoszaurusz körülbelül 11:30-kor tértek vissza Isla Sornába, és újra találkoztak az anyával. Isla Sorna egy ideig békében maradt, de több száz kilométernyire a közvélemény és a kormány erőteljes vitákat folytatott a sorsáról. Ez már nem volt többé rejtett környezet, mivel a tyrannoszauruszok nyilvánvalóan megjelentek emberek százai előtt, és világszerte a hírekben szerepeltek. Hammond az Egyesült Államok és Costa Rica kormányaival együttműködve létrehozta a „gén őrző törvény”-t, amely jogi védelmet hozott létre a kihalt állatok számára, és betiltotta a további genetikai kutatásokat; Hammond akkor már haldokolt, és 1997 végén elhunyt. A következő évben az  InGent a Masrani Global Corporation vásárolta meg. Vezérigazgatója, Simon Masrani, John Hammond barátjának, Sanjay Masraninak a fia volt, és ambíciói voltak a Jurassic Park újbóli megnyitására az Isla Nublar helyszínen. Ez az erőfeszítés új korszakot indított az Isla Sorna számára, és egy bizonytalan jövőt.

### 1998-2005: ökológiai válság
1998-ban az InGent megvásárolta a Masrani Global Corporation, és az InGen leányvállalat lett. A kivásárlástól számított száz napon belül folytatódott az Isla Sornával szemben az előző évben elfogadott génvédelmi törvény közvetlen megsértése, annak ellenére, hogy az ENSZ és kormányzati szervek is felügyelték a szigetet. Nem ismert, hogy Simon Masrani maga is tudott-e erről a bűncselekményről, de okkal feltételezhető, hogy Henry Wu közvetlenül érintve volt. 1998-ban és 1999-ben egy kilenc hónapos időszak alatt a B-telep létesítményeit újrahasznosították, hogy folytassák az Isla Nublari Jurassic Park második inkarnációjának kutatását és fejlesztését (A műveletet Amalgám tesztelésnek is nevezték). Legalább négy új nem jött létre ebből: legalább egy-egy Ceratosaurus és Spinosaurus, amelyek az InGen új fajai voltak, több Ankylosaurus és nagy számú Corythosaurus. Ez utóbbi kettő rekonstruált genomon alapult, amelyeket az InGen már részben vagy többnyire befejezett. Megerősítetlen információ, hogy ebben az időszakban klónozták-e az Iguanodont és a Diplodocus-t. Ez a kutatás tovább folytatta Dr. Wu nemzetségek közötti hibridizációval kapcsolatos tanulmányait, amelyekről kiderült, hogy az 1990-es években végzett munkája miatt lehetséges. Az InGen riválisa, a BioSyn Genetics 1999-ben beszivárgott az illegális kutatásba a Project Regenesis révén, és sikerült megakadályozniuk Dr. Wu sikerét, azért hogy a következő két évtizedben megerősítsék a BioSynt.
1999-ben az Isla Sorna ismét elhagyott sziget lett, mivel az InGen attól tartott, hogy az amerikai kormány felfedezi az illegális tevékenységét. A tenyésztett és felgyorsult növekedésnek kitett állatokat a vadonba eresztették, hogy csatlakozzanak a már ott élő állatokhoz. A sok új állat hozzáadása kiegyensúlyozatlanná tette az amúgy is zsúfolt ökológiai környezetet, a rengeteg új növényevő teljesen lelegelte a sziget egyes részeit. A Spinosaurus versenyképes csúcsragadozóvá vált. A Masrani Global 1999-ben korlátozott belépést kapott a szigetre, és Simon Masrani maga látogatta meg Isla Sornát; ekkor kezdődött a génőr törvény vége, amely 2003-ban lényegében semmissé vált. A BioSyn 2000-ben elhagyta Isla Sornát, mivel az InGen nagyobb hozzáférést kapott a szigethez. Az InGen illegális tevékenysége a B helyszínen 2001-ben majdnem nyilvánosságra került egy incidens miatt, amelynek során több amerikai is partra szállt a szigeten.
Egy 12 éves fiú és édesanyja barátja, Eric Kirby és Ben Hildebrand ejtőernyőzni indult Isla Sorna közelében, abban a reményben, hogy dinoszauruszokat láthat. Sajnos valami megtámadta a hajójukat, így Ben és Eric a szigeten rekedtek. Miután több ügynökség segítségét kérte fiuk megtalálásában, egy elvált házaspár, Paul és Amanda Kirby Alan Granttel és asszisztensével, Billy Brennannel és egy zsoldoshármassal a szigetre utazott, hogy megtalálják Eric-et. Miután egy Spinosaurus elpusztította a gépüket és megölt két zsoldost, a csoport ott rekedt a szigeten. Miután megtalálták Ben holttestét, a csoport továbbment, de a Velociraptorokkal való találkozásuk után elszakadtak. Végül megtalálták Eric-et és újra egyesültek. A Spinosaurus ürülékében megtalálták Paul mobilját, így Kirbyék és Alan Grant felhívhatták Ellie Deglert , akinek férje az Egyesült Államok külügyminisztériumának dolgozik. Ezután képes volt az amerikai tengerészgyalogságot és haditengerészetet a szigetre küldeni, és megmenteni Kirbyéket, Alan Grantet és Billy Brennant.
A Masrani Global felsőbb szintű vezetői amerikai kormánytisztviselőket vesztegettek meg, hogy  az incidens egyes részeit cenzúrázzák és a túlélők vallomásait „süllyesszék el”.
Valamikor 2003 előtt a szigeten maradt valami, amit Henry Wu "balesetnek" nevezett.
A Sorna-sziget túlnépesedése nem az egyetlen veszély volt az ökoszisztémájára. Ahogy a sziget nyilvánosan ismertté vált, annak ellenére, hogy az ENSZ és más szervezetek Isla Sorna felett őrködtek, a szigeten lévő egzotikus állatok orvvadászata fellendült. A korábban kipusztult fajok a világon a legritkább állatok voltak, és magas árat értek a feketepiacon. Az elfogott példányokat gyakran helytelenül kezelték, ami erőszakos konfliktusokhoz vezetett az emberek és az itt élt állatok között. Nem tudni, hány állatot és mely fajokat távolítottak el az Isla Sorna-ról az egzotikus állatokra vadászó orvvadászok, de úgy gondolják, hogy legalább néhány példány eljutott a Costa Rica-i szárazföldre. Rettenetes sérülésekről számoltak be, és azokat rosszul kezelt dinoszauruszoknak tulajdonították.
A Jurassic Park Adventures regénysorozat szerint Isla Sorna-t 2001-től az ENSZ figyelemmel kísérte, hogy fenntartsa a szigeten a békét, távol tartsa az orvvadászokat, és tanulmányozza a korábban kihalt állatvilágot, mind az emberiség, mind a lények érdekében.  A Masrani Global Corporation-nek 2002 áprilisában sikerült a tervek szerint visszafoglalnia az Isla Nublart. A dinoszauruszok egy részét, köztük az összes fennmaradt Brachiosaurust és Triceratopst visszatelepítették Isla Sorna-ba, tovább súlyosbítva a túlnépesedés problémáját. 2004-ben a válság fordulóponthoz ért. Ekkor a szigetet kutató tudósok végre észrevették; az állatpopulációk létszáma zuhant, sokuk a kihalással nézett szembe. Míg az InGen és a Masrani Global egyes tisztviselői szinte biztosan ismerték a válság okát, a legtöbb tudós zavarban volt, és olyan tényezőket hibáztatott, mint a betegségek és az állatok területi viselkedése. Simon Masrani úgy vélte, hogy az orvvadászat volt az elsődleges oka a népesség összeomlásának.
A Masrani Global intézkedett az állatok megmentéséért, összeterelte és az Isla Nublarra szállította őket. Ez 2004 januárjában kezdődött két nőstény Brachiosaurus visszatérésével, akik eredetileg Isla Nublarból érkeztek; tavasszal egy Triceratops-állományt költöztettek, valamint két, Sornán kikelt fiatal korú nőstény Brachiosaurust. Nyárra a Parasaurolophust és a Gallimimust elvitték Isla Sorna-ról, valamint számos faj petéjét, köztük az Ankylosaurus-t is. Az első ismert ragadozó egy nőstény Velociraptor volt, akit 2004 szeptemberében költöztettek el; a ragadozókat egyenként mozgatták, azzal a céllal, hogy megakadályozzák őket, hogy szállítás közben szervezkedjenek elrablóikkal szemben. Mire a Masrani Global új parkja, a Jurassic World 2005. május 30-án megnyílt, Isla Sorna hivatalosan állítólag teljesen mentes volt a dinoszauruszoktól, így az Isla Nublar egész állatpopulációja megmaradt.

### 2005 után
Minden hivatalos forrás szerint Isla Sorna 2005 után elhagyott lett, és nem ad otthont semmiféle, korábban  kipusztult és újra létrehozott állatpopulációnak. Még a Masrani Global felsőbb vezetői, mint például Claire Dearing is, teljesen ezt hiszik, és nem végeztek vizsgálatot a „B helyszín” állapotával kapcsolatban. Isla Sorna korlátozott hozzáférésű terület maradt az után is, amikor állítólag kiürítették. Az ENSZ és az InGen Security közös munkacsoportja több mint egy évtizeden át járőrözött a szigeten, hogy megakadályozzák esetleges orvvadászok leszállását a szigeten.
Rekordszámú orvvadász hajót tartóztattak le a Fernandez-öbölben 2013-ban, köztük sokakat a Muertes-szigetcsoport közelében, majdnem egy teljes évtizeddel azután, hogy Isla Sorna állítólag ki lett ürítve. Lehetséges, hogy ezek a hajók csak híreszteléseket követtek, és a sziget valójában üres, de a szigetcsoport közelében észlelt hajók puszta száma gyanút keltett. 2016-ban, alig néhány hónappal a Jurassic World bezárása után fedezték fel, hogy az InGen külső telephelyeket üzemeltetett, köztük legalább egyet a chilei Atacama-sivatagban; ez azt jelenti, hogy előzménye van annak az elképzelésnek, miszerint Isla Nublar valójában nem a kipusztult állatok utolsó otthona volt, ahogy a Jurassic World állította. Nem az InGen volt az egyetlen cég, amely ezt megtette; régi riválisa, a Mantah Corp 2001 és 2015 között illegálisan tulajdonított el dolgokat, és egy szigeten lévő létesítményben tartotta őket Isla Nublartól keletre. Ez magában foglalt néhány Isla Sorna példányt, köztük egy Spinosaurust és két Tyrannosaurust, valamint egy Brachiosaurus DNS-mintát. Nem ismert, hogy pontosan mikor, de néhány dinoszaurusz Sornáról az olaszországi Dolomitokban található Biosyn-völgybe (szentélybe) került. Az 1997-es eseményekből ismert Tyrannosaurus apa és anya két ismert Sorna dinoszaurusz, akiket a szentélybe vittek. Aztán ott van az a tény, hogy a Masrani Global nem mondott le Isla Sorna tulajdonjogáról, és nem engedélyezte a Dinosaur Protection Group számára, hogy 2018-ban áthelyezze Isla Nublar fenyegetett állatait erre a helyre; ha a műveletek valóban folytatódnak az Isla Sornán, amint azt egyesek gyanítják, akkor az ő érdekük az, hogy távol tartsák a visszaélést bejelentőket, például Claire Dearinget.
A BioSyn Genetics-en belülről kiszivárgott e-mailek tovább erősítik, hogy egyes állatok valóban túlélték az összeomlást. 2017-ben egy BioSyn által üzemeltetett álcázott hajót az amerikai parti őrség elfogott. A BioSyn vezérigazgatója, Lewis Dodgson megvesztegetést szervezett, hogy elhallgattassa a parti őrség érintett hajójának kapitányát és legénységét. Egy veszélybe került turistahajóról szóló címlapsztorit koholtak az eset magyarázatára. Erősen úgy gondolják, hogy a BioSyn hajó egy nagyobb léptékű művelet része volt, amelynek célja az állatok eltávolítása az Isla Sornából, és a BioSyn-völgybe vitele.
Jelenleg Isla Sornát leginkább a Costa Rica-i kormány figyeli, számos harmadik féltől származó vállalattal együtt, köztük a BioSyn is (2022-től már nem vesz részt benne). A sziget állapota, beleértve azt is, hogy hány állat és mely fajok élnek még ott, továbbra is rejtélyes. Az Őskori Vadvilág Tanszék kormányközi osztályának leírásai jelenleg a nyilvánosság egyetlen igazi vizsgálatai arra, hogy mi történik most Isla Sornán. Bár a hatóságok többször is ragaszkodtak ahhoz, hogy a szigeten már nem élnek kihalt állatok, viszont a szóban forgó tények következetesen mást jeleztek, táplálva a régóta fennálló gyanút, hogy valami túlélte.

### Kulturális jelentősége
Isla Sorna története csak részlegesen ismert, nem kis részben annak köszönhetően, hogy az InGen és a Masrani Global továbbra sem hajlandó bármilyen információt kiadni a szigeten történtekről. A legtöbb ismeret az 1997-es és 2001-es eseményekből származik, és ezek a tanúvallomások csak töredékes bepillantást engednek abba, amit az InGen valójában tett Isla Sorna kapcsán. A Masrani Global Corporation weboldalának feltört, titkos archivált feljegyzések arra utalnak, hogy a szigeten végzett tevékenység mindkét időszakában különös események vették körül az ott végzett kutatásokat. Ezen események nagy része Dr. Henry Wu úttörő, bár vitatott géntechnológiai projektjeihez kapcsolódnak; itt fedezte fel, hogyan lehet hibridizálni a különböző nemzetségeket olyan életformák létrehozására, amelyek korábban nem léteztek. Az 1980-as és 1990-es években az Isla Sorna-n végzett munkája 1997-ben a Karacosis wutansis hibrid faj létrehozásához vezetett, és az 1990-es évek végén történt illegális kilenc hónapos műveletben való részvétele precedenst teremtett az Indominus rex hibrid faj létrehozásával 2012-ben. Isla Sorna kényelmes laboratóriumi és gyári környezetet biztosított neki és az InGen többi részének, távol a kíváncsiskodóktól.
A Jurassic World 2002. évi nyilvánosságra hozataláig Isla Sorna valójában jobban ismert volt a nyilvánosság előtt, mint a kisebb, rejtélyesebb Isla Nublar. Az InGen jóval azelőtt működtette az Isla Sornát, hogy az Isla Nublart a Jurassic Park helyszínéül figyelembe vették volna, és mielőtt az eredeti San Diegói helyszínt 1997-ben Peter Ludlow újjáélesztette. Ennek csúcspontja az volt, hogy vagyontárgyakat foglaltak le Isla Sornáról, az apa és fia Tyrannosaurust pedig San Diegóba vitték. A felnőttet véletlenül kiengedték a város utcáira, és így drámai, de nem tervezett módon tárták fel a létezését a nyilvánosság előtt. A közönség egyes tagjai összetévesztették Isla Sorna és Isla Nublar szigeteket egymással, mert azt feltételezték, hogy az InGen csak egy szigetet használt fel a kihalt állatok kutatására.
Az illegális turizmus az elkövetkező években virágzott Isla Sorna környékén, az alatt is, amikor az InGen rövid ideig kutatásokat végzett a szigeten, megsértve a génőrségről szóló törvényt. Az ENSZ figyelemmel kísérte a szigetet, és ehhez az InGen Security is csatlakozott; az Isla Sorna környéki biztonsági intézkedések ellenére az illegális turizmus 2001-ben egy incidenshez vezetett, amelynek során két amerikai elkóborolt a szigeten. Egy fiatal oklahomai fiú, Eric Kirby volt az egyetlen túlélője az incidensnek; felnőtt kísérője egy siklóernyős baleset során bekövetkezett sérüléseibe halt bele, a Costa Rica-i idegenvezetőiket pedig nem azonosított állatok ölték meg. Nem ez volt az első eset, amikor engedély nélküli behatolók  meghaltak a Sorna-szigeten; hasonló események már az 1990-es évek közepén is előfordultak. Ez az eset azonban felhívta az amerikai kormány figyelmét; és Dr. Alan Grant hírneves tudóst végül bevonták egy emberrablási ügy kivizsgálásába, amelynek célja Eric megmentése volt.
Míg a Masrani Global Corporation képviselői megvesztegették a kormánytisztviselőket Eric Kirby és a 2001-es incidens többi túlélőjének vallomása eltemetéséért, a társaság más képviselői ezt a védelmet 2015-ben és 2016-ban visszavonták. A Masrani Global alkalmazottai és legalább egy névtelen hacker készített egy beadványt, amelynek nagy része Isla Sorna és az 1990-es években ott folytatott illegális tevékenységekről szólt. A Jurassic World bezárása előtt a Masrani Global ismerte és hajlandó volt kamatoztatni a B helyszín körüli rejtélyt; amikor 2015-ben szerencsejátékot rendeztek a Krétakori  (Cretaceous) tábor kirándulásának megnyerésére, a fődíj egy virtuális valóság videojáték megnyerése volt, amely az Isla Sornán játszódott.
2004 óta az Isla Sornára és annak történelmére általában mint a bátorság, a kapzsiság és a hülyeség szimbólumaként tekintettek. 2004-ben, amikor az ökológiai katasztrófa mögött rejlő igazság még nem volt köztudomású, Simon Masrani szilárdan úgy vélte, hogy az orvvadászat a hibás, nem pedig betegség vagy egyéb természetes ok. A B helyszínt kudarcnak tekintették, amelyet a sorsára hagytak; Simon Masrani maga is kihasználta a B helyszín válságát, hogy betakarítsa az állatállományt a Jurassic World számára. A 2016-os felfedés, miszerint a Masrani Global Corporation közvetlenül volt felelős a sziget túlnépesedéséért (ezt a Dinoszauruszvédelmi Csoport 2018-ban nyilvánosságra hozta), megváltoztatta Isla Sorna kulturális szimbolikáját az egyszerű kapzsiságról a nagyarányú korrupció kultúrájára. A szigetet évek óta elhagyatottnak vélik, de mindig kétségek merültek fel ezt az állítást illetően, és az idő múlásával egyre nyilvánvalóbbá válik, hogy Isla Sorna soha nem volt teljesen kiürítve őskori lakóitól. Ma a hozzáférést szigorúan ellenőrzik, és nem tudni, hogy valójában mi történik ott.
A nagyközönség nagy általánosságban úgy véli, hogy a szigetet magára kell hagyni. Ezt a koncepciót még az olyan, egymással alapvetően ellentétes nézetű szervezetek, mint a Masrani Global Corporation és a Dinoszauruszvédelmi Csoport is ösztönzi. Utóbbi úgy tűnik, valóban hisz ebben az elképzelésben, míg az előbbinek oka van arra, hogy a közvélemény elforduljon Isla Sornától. Bizonyítékok vannak arra vonatkozóan, hogy az InGen műveletei folytatódnak a szigeten, és egyes bűnöző vállalkozások tudnak erről.

### Ökológiai jelentősége
Millió éveken át az Isla Sorna sziget számtalan növény- és állatfajnak adott otthont. Ezek viszonylag érintetlenül éltek a modern korban is, megóvta őket a sziget elszigetelt területe, ahol nem történt emberi beavatkozás, mivel a legközelebbi szárazföld 333 km-re található. Néhány emlősállat található a szigeten, köztük a Hoffmann kétujjú lajhár (Choloepus hoffmanni), valamint néhány oposszum, majom és denevér faj. Kétéltűek is vannak, például a középső kalderában szaporodó eperbéka (Oophaga pumilio). A hüllők között vannak gyíkok, például iguánák, valamint nagyon sok kígyó; tizenhét mérges kígyófaj, valamint nem mérgező kígyók, például a vörös királysikló (Lampropeltis triangulum) lakják a szigetet. A kígyók egy része meglehetősen nagyra nőhet. Nagyon sok madárfaj él Isla Sornán. A gerinctelen élet burjánzik itt, köztük számos pillangó- és lepkefaj, pókok, köztük madárpókfélék, skorpiók, kullancsok, szúnyogok és más szúró rovarok, valamint legyek. A mérgező békák jelenléte olyan vándorló hangyák jelenlétét jelenti, amelyeket a békák megesznek, ezzel válnak mérgezővé a ragadozóik számára. A környező óceánban rengeteg hal található, például csíkos bonitó, amely a mély csatornába merészkedve kisebb rákokkal táplálkozik.
Isla Sorna növényvilága változékonyabb, mint a Fernandez-öböl többi szigetén; a sziget egyedülálló földrajzi helyzete miatt. Az északnyugati hűvösebb, ködös környezet támogatja az amerikai nyugati partvidékre emlékeztető ökoszisztémát, beleértve az ezen a régión kívüli egyetlen tengerparti mamutfenyőt is (Sequoia sempervirens). A sziget nyugati régiója melegebb és csapadékosabb, itt hagyományosabb trópusi esőerdők nőnek. Olyan növények virágzanak itt, mint a borostyán, az óriás láncpáfrányok és a guminövények, valamint a fokhagymafa, amely faj sehol máshol nem található meg.
A közelmúltban invazív növényeket, például elefántfüvet hoztak be a szigetre, és azok ott elterjedtek. A szigeten invazív fajok közé tartoznak az olyan állatok, mint a barna patkány és az olyan szándékosan bevitt növények, mint a banán. Míg a banánt eredetileg ültetvény formájában termesztették, ez a sziget 1982-es elhagyása után is fennmaradt, mivel az őshonos emlősök táplálkoztak velük és szétszórták a magokat.
1986 óta Isla Sorna inváziós, korábban kipusztult fajokat is telepített, köztük néhány nagy állatot, amelyek erőteljesen megváltoztatták a helyi környezetet. Ide tartoznak a hatalmas növényevő dinoszauruszok, amelyek közül a legnagyobbak (a szauropodák, például a Brachiosaurus és a Mamenchisaurus) drasztikusan csökkenthetik a területükön lévő erdők méretét. A kisebb méretű növényevőket olyan húsevő dinoszauruszok tartották kordában, mint a Tyrannosaurus és a Velociraptor, de ezek a betelepített ragadozók károsították az őshonos élőlényeket is. A sziget legkisebb ragadozója, a Compsognathus bátran merészkedik olyan strandokra, ahol a tengeri madarak fészkelnek, és ez veszélyt jelent az őshonos állatokra. A legtöbb, korábban kihalt élőlény sokkal nagyobb, mint az őshonos állatfajok. Ennek ellenére a dinoszauruszok sem voltak teljesen védettek Isla Sorna őshonos állataival szemben; Eric Kirby Survivor című könyvében dokumentál egy nagy kígyót (ami esetleg bushmaster vagy boa), ami megpróbál táplálkozni egy nem kifejlett Ankylosaurus példánnyal.
A Sorna-szigeten 1986 és 2005 között főleg a korábban kihalt élet volt jelen. Az összes klónozási aktivitás két külön fázisban történt 1986-1993 és 1998-1999 között. Ezzel kapcsolatos tevékenységek továbbra is előfordulhatnak.
A dinoszauruszok tenyésztésére és elhelyezésére épített létesítmények szintén hatással voltak a sziget természetes ökológiájára, nagy területeket megtisztítva az erdőktől laboratóriumok és alkalmazottak számára. A sziget körül a hajózás és a légi forgalom az InGen miatt nőtt, és nem csak saját tevékenységük közvetlen eredményeként. Az orvvadászhajók ma már gyakoriak a Muertes-szigetcsoport körül, és az orvvadászok illegális tevékenysége szinte biztosan megzavarják a szigetek őshonos életét.
Miután a nem őshonos, korábban kihalt életformák tizenegy éven át befolyásolták, állítólag Isla Sorna ökológiája helyreállt a természetes állapotába a sziget 2005 májusi elhagyása óta. Ha ez igaz, az azt jelentené, hogy a sziget őshonos élővilágát és ökológiáját már nem fenyegeti az emberi jelenlét vagy az újra létrehozott állatok jelenléte.
Bizonyítékok szerint a sziget elhagyása nem igaz: az orvvadászat 2013-ban a Fernandez-öbölben minden idők legmagasabb szintjét érte el, és ez alól a Muertes-szigetcsoport sem volt kivétel. Ez határozottan arra utal, hogy az InGen tevékenysége nem szűnt meg Isla Sornánál, és csupán el van rejtve azok elől, akiknek erre az információra nincs feltétlenül szükségük.

## Dinoszauroszok a szigeten
Fajok listája, és klónozásuk ideje:
- Triceratops horridus – 1986
- Brachiosaurus „ brancai “ – 1986?
- Parasaurolophus walkeri – 1980-as évek?
- Pachycephalosaurus wyomingensis – 1980-as évek?
- Mamenchisaurus sinocanadorum – 1980-as évek?
- Stegosaurus stenops – 1980-as évek?
- Microceratus gobiensis – 1980-as évek?
- Apatosaurus sp. – 1980-as évek? (kihalt 1993-ig)
- Hadrosaurus foulkii – 1980-as évek? (kihalt 1993-ig)
- Maiasaura peeblesorum – 1980-as évek? (kihalt 1993-ig)
- Baryonyx walkeri – 1980-as évek?
- Carnotaurus sastrei – 1980-as évek?
- Tyrannosaurus rex – 1988
- Edmontosaurus annectens – 1990-es évek?
- Pteranodon longiceps – 1990-es évek?
- Geosternbergia sternbergi – 1990-es évek? (régen Pteranodon besorolású)
- Compsognathus „ triassicus “ – 1990-es évek?
- Tylosaurus proriger – 1990-es évek? (lehet, hogy sohasem tenyésztették Isla Sornán)
- Troodon pectinodon – 1990-es évek? (lehet, hogy sohasem tenyésztették Isla Sornán)
- Dilophosaurus „ venenifer “ – 1991-1993
- Velociraptor “ antirrhopus ” – 1991-1992
- Gallimimus bullatus – 1991-1992?
- Herrerasaurus ischigulastensis – 1992-1993 (mindet 1993-ban távolították el)
- Corythosaurus casuarius – 1998-1999 (lehetséges rövid létezés 1993 előtt)
- Ankylosaurus magniventris – 1998-1999
- Spinosaurus aegyptiacus – 1998-1999
- Ceratosaurus nasicornis – 1998-1999
- Iguanodon bernissartiensis – 1998-1999? (a létezése vitatott)
- Diplodocus carnegii – 1998-1999? (a létezése vitatott)